# Joves Letons

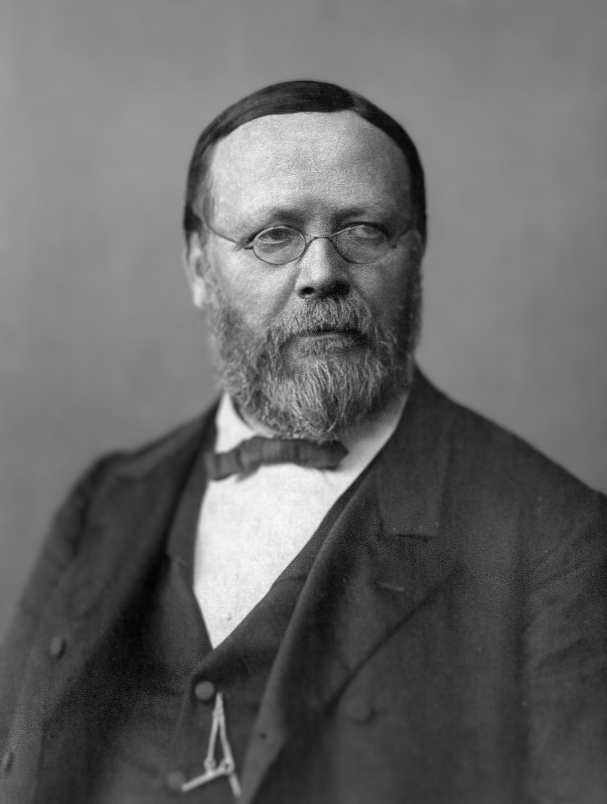
Krišjānis Valdemārs, líder del moviment.

Els Nous Letons (letó: jaunlatvieši) és el nom d'un grup d'intel·lectuals del primer despertar nacional letó, actiu entre la dècada del 1850 i 1880. El moviment es va inspirar en la Jove Alemanya, un moviment dirigit per Heinrich Heine. Originalment va ser un epítet despectiu aplicat a aquests intel·lectuals nacionalistes pels seus adversaris, sobretot des de l'ambient germanobàltics. El terme «Jove Letònia» (alemany: "ein junges Lettland") va ser utilitzat per primer cop per Gustav Wilhelm Sigmund Brasche, pastor de Nīca, en una crítica publicada el 1856 en el diari Das Inland sobre un recull de cançons traduïdes al letó de Juris Alunāns. El llibre d'Alunāns va ser la primera traducció important de poesia estrangera clàssica al letó. Brasche es demanava qui podria apreciar tal literatura en letóva advertir que qui gosés somiar «una Jove Letònia» coneixeria el mateix destí tràgic del barquer del poema «Die Lorelei», de Heine, també present en l'antologia d'Alunāns. Els Nous Letons també van rebre el malnom de «letòfils» o «tibantībnieki» («etnicistes»).